# Синявка (Волынская область)
Синявка (укр. Синявка) — село в Турийской поселковой общине Ковельского района Волынской области Украины.
До 2020 года входило в Турийский район.
Код КОАТУУ — 0725583406. Население по переписи 2001 года составляет 180 человек. Почтовый индекс — 44862. Телефонный код — 3363. Занимает площадь 0,609 км².